# Jørgen Nordhagen
Jørgen Nordhagen (né le 10 janvier 2005 à Tranby (en)) est un coureur cycliste et fondeur norvégien.

## Biographie
Jørgen Nordhagen est issu d'une famille de cycliste. Son père, Finn Vegard, a notamment été champion de Norvège de cyclisme en 1989, tandis que son frère aîné Truls Nordhagen (né en 2002) est également cycliste.
En 2022, en tant que junior première année (moins de 19 ans), Jørgen Nordhagen se classe troisième et meilleur jeune de la Course de la Paix juniors et du Saarland Trofeo, deux épreuves par étapes de référénce du circuit junior. Après être devenu champion de Norvège du contre-la-montre (dans sa catégorie d'âge) en juin, il devient vice-champion d'Europe sur route juniors deux semaines plus tard, terminant à 19 secondes du Suisse Jan Christen. Début septembre, il remporte une étape et le classement des jeunes du Grand Prix Rüebliland. Plus tard ce mois-là, il est neuvième du championnat du monde du contre-la-montre juniors et treizième sur la course en ligne. En octobre de la même année, il est annoncé qu'il deviendrait professionnel en 2025 avec l'équipe Jumbo-Visma, après avoir couru une saison dans l'équipe de développement en 2024. Lors de sa deuxième saison en tant que junior en 2023, il remporte la dernière étape et le classement final de l'Eroica Juniores, ainsi que deux étapes et le général de la Course de la Paix juniors, deux manches de la Coupe des Nations Juniors. Il remporte également le contre-la-montre du Saarland Trofeo et conserve son titre national du contre-la-montre. Dans la même discipline, il termine quatrième au championnat du monde et deuxième au championnat d'Europe.
En 2024, il fait son arrivée dans la catégorie des espoirs (moins de 23 ans) au sein de l'équipe Visma-Lease a Bike Development comme annoncé en octobre 2022. Avant de débuter sa saison cycliste, il devient en ski de fond champion du monde de la mass-start chez les juniors en février. Il s'impose avec plus de deux minutes d’avance sur son dauphin après avoir pris mis hors course 36 concurrents. Début avril, il fait ses débuts dans l'équipe cycliste lors du Giro del Belvedere où il termine quatorzième. Le 13 avril, il se classe troisième de  Liège-Bastogne-Liège espoirs. Début mai, victime d'un virus, il est non partant au départ de l'avant-dernière de la Ronde de l'Isard alors qu'il porte le maillot jaune de leader du général. Après un nouvel abandon sur maladie lors du Tour d'Italie espoirs, il gagne en solitaire le 26 juillet la troisième étape du Tour Alsace au sommet de la Planche des Belles Filles et s'empare du maillot jaune de leader,. Il le perd le lendemain et doit se contenter de la troisième place finale. Le 11 août, il remporte avec près de trois minutes d'avance le Grand Prix de Poggiana.

## Palmarès sur route

### Palmarès par années
- 2022
  -  Champion de Norvège du contre-la-montre juniors
  -  Champion de Norvège du contre-la-montre par équipes juniors
  - 3e étape du Grand Prix Rüebliland
  -  Médaillé d'argent du championnat d'Europe sur route juniors
  - 2e du Grand Prix Rüebliland
  - 3e de la Course de la Paix juniors
  - 3e du Saarland Trofeo
  - 9e du championnat du monde du contre-la-montre juniors
  - 10e du championnat d'Europe du contre-la-montre juniors
- 2023
  -  Champion de Norvège du contre-la-montre juniors
  - Eroica Juniores :
    - Classement général
    - 2e étape

  - Course de la Paix juniors :
    - Classement général
    - 1re et 2e (contre-la-montre) étapes

  - 3e étape secteur B du Saarland Trofeo (contre-la-montre)
  - 2e du championnat de Norvège du critérium juniors
  -  Médaillé d'argent du championnat d'Europe du contre-la-montre juniors
  - 3e de la Côte d’Or Classic Juniors
  - 4e du championnat du monde du contre-la-montre juniors
  - 6e du championnat du monde sur route juniors
- 2024
  - 3e étape du Tour Alsace
  - Grand Prix de Poggiana
  - Tour du Frioul-Vénétie Julienne : 
    - Classement général
    - 3e étape

  - Coppa Città di San Daniele
  - 3e de Liège-Bastogne-Liège espoirs
  - 3e du Tour Alsace
- 2025
  - 8e étape du Tour d'Italie espoirs

### Classements mondiaux
| Année                                 | 2024 |
| ------------------------------------- | ---- |
| Classement mondial                    | 359e |
|                                       |      |
| Légende : nc = non classéSource : UCI |      |

## Palmarès en ski de fond

### Championnats du monde junior
- Planica 2024
  -  Médaille d'or de la mass-start